# Židovský hřbitov v Jiřicích u Miroslavi
Židovský hřbitov v Jiřicích u Miroslavi se nachází na jižním okraji Jiřic, vlevo od silnice, která vede na Troskotovice. Hřbitov byl založen někdy na konci 17. století a nejstarší dochované náhrobky pocházejí z roku 1692 (1720).
Na ploše 957 m2 se dochovalo kolem stovky náhrobních kamenů (macev). Areál židovského hřbitova byl během okupace silně poškozen nacisty a dnes se nachází v dost zbědovaném stavu.
Jiřická židovská komunita přestala existovat podle zákona z roku 1890. Do okupace se o hřbitov starala židovská obec v Miroslavi.